# Keigo Numata
Keigo Numata (沼田 圭悟 Numata Keigo?), född 24 juli 1990 i Gifu prefektur, är en japansk fotbollsspelare.
Numata spelade för Gamba Osaka. 2014 flyttade han till Kamatamare Sanuki. Han spelade 63 ligamatcher för klubben. Efter Kamatamare Sanuki spelade han för Omiya Ardija, Zweigen Kanazawa och FC Ryukyu.